# Arachnodes biimpressus
Arachnodes biimpressus är en skalbaggsart som beskrevs av Lebis 1953. Arachnodes biimpressus ingår i släktet Arachnodes och familjen bladhorningar. Inga underarter finns listade.